# Riddim Driven: Chiney Gal & Blazing
Riddim Driven: Chiney Gal & Blazing es el primer álbum de la serie Riddim Driven. Fue publicado por VP Records en enero de 2001 en formato CD y LP. Las primeras siete canciones son de varios artistas grabados sobre el riddim de Cecile Charlton Chiney Gal, mientras que las últimas diez son sobre Blazing de Norman "Bul Pus". Anteriormente, VP Records lanzó álbumes riddim que eran imposibles de distinguir ede los álbumes compilatorios estándar, así que los compradores se confundían a menudo.

## Lista de canciones
1. "Changes" - Cecile
2. "New Application" - Elephant Man
3. "Pretty Dunce" - Mr. Vegas
4. "Give It To Dem" - Sizzla
5. "Wok Dat" - Tanya Stephens
6. "We Ah Friend" - Madd Anju, Kiprich
7. "Counteract" - Beenie Man
8. "Blaze Up Di Fire" - Capleton
9. "Nah Hear" - Sizzla
10. "Can't Run" - Junior Kelly
11. "Hafi Bun" - Elephant Man
12. "Where I Wanna Be" - Major Christie
13. "Never Get Down" - Moses I, Capleton
14. "Better Be True" - Jah Mason
15. "Hey Lady" - Harry Toddler
16. "Scandal" - Military Man
17. "Roll On" - Delly Ranks

- Datos: Q7332386